# 水野敬三郎
水野 敬三郎（みずの けいざぶろう、1932年3月29日-　）は、日本の美術史学者、東京芸術大学名誉教授、新潟県立近代美術館名誉館長、半蔵門ミュージアム名誉館長。日本彫刻史研究の第一人者。

## 来歴
東京生まれ。東京大学教養学部卒。同大学院人文科学研究科美術史に学ぶ。東京国立博物館学芸部美術課勤務、東京芸術大学美術学部教授、1996年定年退官、名誉教授。新潟県立近代美術館館長、名誉館長。半蔵門ミュージアム館長、名誉館長。
2012年11月瑞宝中綬章受章。

## 著書
- 『日本の美術 12 運慶と鎌倉彫刻』小学館 ブック・オブ・ブックス、1972
- 『奈良の寺 3 法隆寺金堂釈迦三尊』撮影:米田太三郎・辻本米三郎、岩波書店 1974
- 『日本の美術 164 大仏師定朝』至文堂、1980
- 『大和の古寺 6 室生寺』撮影:辻本米三郎、岩波書店 1981
- 『奈良・京都の古寺めぐり 仏像の見かた』岩波ジュニア新書、1985
- 『日本彫刻史研究』中央公論美術出版、1996
- 『願成就院』山本勉と共著、願成就院、2014
- 『ミズノ先生の仏像のみかた』講談社 2019

### 共編著・監修
- 『日本古寺巡礼』佐藤昭夫,永井信一共著 社会思想社 現代教養文庫 1965
- 『日本彫刻史基礎資料集成』平安時代造像銘記篇全8巻、丸尾彰三郎他と共編、1966－73
- 『日本彫刻史基礎資料集成』平安時代重要作品篇全5巻、丸尾彰三郎他と共編、1973－97
- 『日本美術全集 第2巻 法隆寺から薬師寺へ 飛鳥・奈良の建築・彫刻』大西修也・関口欣也と共編著 講談社 1990
- 『日本美術全集 第4巻 東大寺と平城京 奈良の建築・彫刻』浅井和春・岡田英男と共編著 講談社 1990
- 『日本美術全集 第10巻 運慶と快慶 鎌倉の建築・彫刻』工藤圭章・三宅久雄と共編著 講談社 1991
- 『日本美術全集 第5巻 密教寺院と仏像 平安の建築・彫刻1』鈴木嘉吉・紺野敏文と共編著 講談社 1992
- 『日本美術全集 第6巻 平等院と定朝 平安の建築・彫刻2』伊東史朗・鈴木嘉吉と共編著 講談社 1994
- 『日本仏像史 カラー版』監修 美術出版社 2001
- 『醍醐寺大観』全3巻 西川新次・山根有三監修、有賀祥隆・鈴木嘉吉・辻惟雄と共編 岩波書店 2001－02
- 『日本彫刻史基礎資料集成』鎌倉時代造像銘記篇、第一期全8巻、第二期全8巻、編纂者代表、中央公論美術出版、2003－20

## 論文
- <水野敬三郎